# Ohramievîci, Koriukivka
Ohramievîci (în ucraineană Охрамієвичі) este localitatea de reședință a comunei Ohramievîci din raionul Koriukivka, regiunea Cernihiv, Ucraina.

## Demografie
Componența lingvistică a localității Ohramievîci
     Ucraineană (98,11%)
     Rusă (1,89%)
Conform recensământului din 2001, majoritatea populației localității Ohramievîci era vorbitoare de ucraineană (98,11%), existând în minoritate și vorbitori de rusă (1,89%).